# BNP Paribas Polish Open
BNP Paribas Polish Open – męski turniej tenisowy rozgrywany w 2011 roku w Sopocie na kortach ziemnych Sopockiego Klubu Tenisowego. Impreza była zaliczana do cyklu ATP Challenger Tour z pulą nagród 64 000 euro. Z powodu rezygnacji sponsora tytularnego BNP Paribas turniej został odwołany. 
W turnieju głównym rywalizowało 32 graczy, w tym czwórka z dzikimi kartami. W turnieju eliminacyjnym 32 tenisistów walczyło o 4 miejsca w turnieju głównym. W turnieju deblowym startowało 16 par.

## Mecze finałowe

### gra pojedyncza
| Rok  | Mistrz      | Finalista    | Wynik    |
| 2011 | Éric Prodon | Nikola Ćirić | 6:1, 6:3 |

### gra podwójna
| Rok  | Mistrzowie                           | Finaliści                        | Wynik       |
| 2011 | Mariusz Fyrstenberg Marcin Matkowski | Olivier Charroin Stéphane Robert | 7:5, 7:6(4) |